# Bumthang
Bumthang (བུམ་ཐང་རྫོང་ཁག་ bum thang rdzong khag) ist ein im Norden des Königreichs Bhutan gelegener Distrikt (Dzongkhag) mit einer Fläche von 2667,8 km² und 17.820 Einwohnern (2017). Die Hauptstadt ist Jakar.
Bumthang umfasst die vier Bergtäler Ura, Chumey, Tang und Choekhor (auch bekannt als Bumthangtal). Gelegentlich wird auch der ganze Distrikt als Bumthangtal bezeichnet.
Die im Distrikt gesprochene Tibeto-birmanische Sprache heißt Bumthangkha und ist eng verwandt mit Dzongkha, der Amtssprache von Bhutan.
Bumthang heißt übersetzt „Schönes Feld“; thang" bedeutet dabei Feld oder ebener Platz, und Bum ist entweder eine Abkürzung von bumpa (ein Gefäß für heiliges Wasser und damit die natürliche Umgebung beschreibend), oder bum („Mädchen“, anspielend auf die schönen Mädchen im Tal).
In Bumthang werden unter anderem Weizen, Milchprodukte, Honig, und Äpfel angebaut.

## Kulturelle und historische Stätten
- Mebar Tsho (Brennender See), wo heilige Skulpturen durch Guru Rinpoche im 8. Jahrhundert versteckt und später durch Pema Lingpa im 15. Jahrhundert wiederentdeckt wurden.
- Kurje Kloster
- Jakar-Dzong, nahe dem Hauptort Jakar
- Jambay Lhakhang, einer der ältesten Tempel Bhutans, errichtet im 7. Jahrhundert durch Songtsen Gampo, einen König von Tibet.
- Tamshing Lhakhang, der bedeutendste Nyingmapa-Tempel im Land

## Gliederung
Bumthang ist eingeteilt in vier Gewogs:
- Chhoekhor Gewog
- Chhumig Gewog
- Tang Gewog
- Ura Gewog